# Rödhirs
Rödhirs eller präriehirs (Panicum virgatum) är ett grässlag som är mycket vanligt i Nordamerika. Det börjar växa på senvåren, och blir mellan 1,8 och 2,2 meter högt. På grund av växtens stora cellulosainnehåll diskuteras det att använda den som råvara för biodiesel- och etanoltillverkning.